# Гетьман Микола Іванович

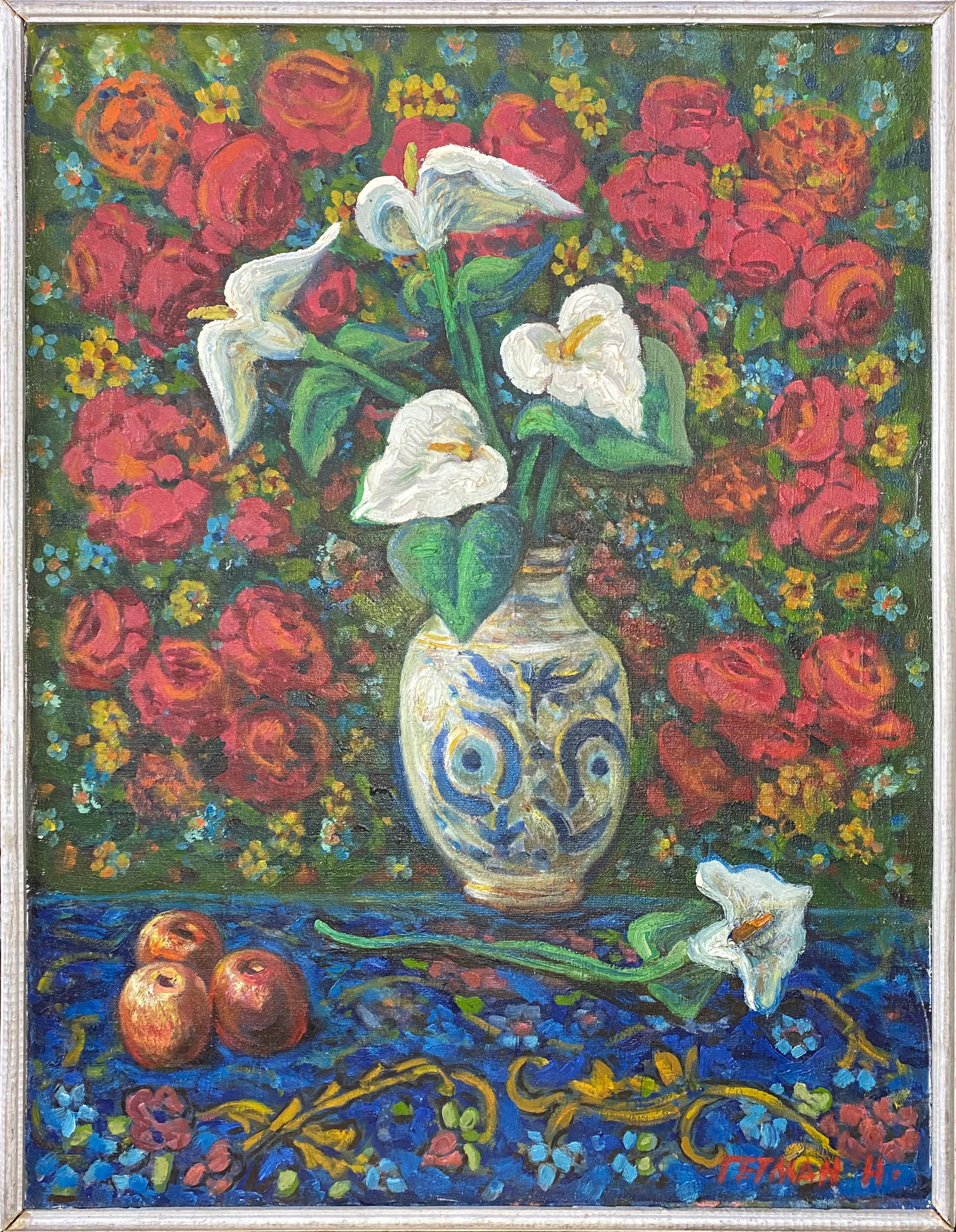
Квіти, Кали, 1980

Гетьман Микола Іванович (англ. Nikolai Getman, рос. Гетман Николай Иванович; нар. 23 грудня 1917, Харків, УНР — пом. 29 серпня 2004, Орел, Росія) — український художник-живописець, художник-експресіоніст, антикомуніст. Учасник Другої світової війни. В'язень ГУЛАГу 1946—1953 років. Відомий як один з небагатьох художників, які у своїх картинах висвітили життя ув'язнених ГУЛАГу.

## Життєпис
Микола Гетьман народився 23 грудня 1917 року в Харкові. Його мати померла під час епідемії тифу коли Гетьману не було ще двох років, після її смерті за Миколою доглядали батько та два старших брата, Петро та Олександр. Гетьман мав дуже важке дитинство в Україні переживши громадянську війну в Росії та масовий голод 1921—1923 років. Був врятований від голодної смерті його тіткою, Машею Гетьман.
11 грудня 1934 року після звинувачення в скоєнні «білого» терористичного акту, старший брат Олександр був розстріляний. Після шокуючих новин сім'я розкололася, батько переїхав жити до сестри, старший брат переховувався в квартирі друга в Москві декілька років, тітка Миколи, під прізвищем чоловіка переїхала до Дніпропетровська.
З самого дитинства хлопець мав природний талант до мистецтва. В школі він часто малював газети класу, прикрашав клас та в деяких випадках долучався до прикрашання усієї школи. Закінчив Харківське художнє училище, в 1940 році Харківський художній інститут (майстерні А. А. Кокель, Н. С. Самокиша). Викладав у Харківській образотворчій студії (1937– 1939)
Заарештований радянським урядом 12 жовтня 1945 за «антирадянську агітацію і пропаганду». Засуджений у січні 1946 до 10-ти років позбавлення волі. Покарання відбував у Тайшетлагу і на Колимі. Вижив малюючи пропагандистські плакати за наказом органів влади. Був звільнений 30 серпня 1953, та реабілітований в 1991 році.
До 1976 року жив і працював у Магаданській області, в 1976 році переїхав в Орел де жив і працював до самої смерті. Помер Микола Іванович Гетьман 29 серпня 2004 року.

## Роботи

### Плакати
- «За щасливе дитинство» (1938).
- «30 років Чукотці» (1960).
- «Ми будуємо комунізм» (1961).

### Живопис
- «Молоді дослідники» (1958).
- «Оленярі» (1961, 1970).
- «На Північ» (1963).
- «Молоде подружжя» (1964).
- «Реабілітований» (1964).
- «Льодова розвідка» (1967).
- «Втеча» (1968).
- «Північне Селище» (1969).
- «Дорога на Колиму» (1969).
- «Північне селище» (1969).
- «Повернення» (1973).
- «В'язні ГУЛАГу» (1976).
- «Хворі на цингу» (1977).
- «Квіти, Кали» (1980).
- «У глибині колимських копалень» (1981).
- «Лагпункт Верхниій Дебін. Колима» (1985).
- «Я пом'ятаю той Ванінский порт» (1987).
- «Очікуючи розстрілу» (1987).
- «Колимське шосе» (1987).
- «Проповідник» (1988).
- «Обід: принесли баланду» (1989).
- «Хлібна пайка померлого в'язня» (1990).
- «Японці на БАМі» (1993).
- «Хлібна пайка „зека“» (1994).
- «Вічна пам'ять у вічній мерзлоті» (1994).
- «Магаданські сопки».
- «У застінках НКВС».
- «Магаданський порт Нагаєво».
- «Перевезення ув'язнених».
- «На Колиму»
- «Сторожові собаки».
- «Обшук: знайшли книгу Єсеніна».
- «Японці в ГУЛАГу»
- «Бутара».
- «Перекур: розмова».
- «Катування комарами».
- «Тайшетлаг: табір будівельників залізниці».
- «Морг в'язнів ГУЛАГу».
- «Останні почесті».
- «Літо на Колимі».
- «Закохані».
- «Золота Колима».
- «Особливий рейс».